# Walentkowa Przełęcz
Walentkowa Przełęcz (słow. Valentkovo sedlo, nieprawidłowo na niektórych mapach Valentkové sedlo, niem. Valentinsjoch, węg. Walentko-hágó) – położona na wysokości 2100 m szeroka przełęcz w głównej grani tatrzańskiej pomiędzy Świnicą (2301 m) a Walentkowym Wierchem (2156 m). Poniżej przełęczy, po zachodniej stronie grani znajduje się należąca do słowackiej Doliny Cichej Dolina Walentkowa, a po stronie wschodniej polska Dolinka pod Kołem, odgałęzienie Doliny Pięciu Stawów Polskich. Przełęcz jest najniższym punktem Walentkowej Grani.
Powyżej przełęczy w grani Świnicy znajduje się jeszcze Świnicki Przechód (2211 m). Z kolei w kierunku Walentkowego Wierchu w grani zwanej Walentkową Granią znajduje się jeszcze wiele małych czub. Pierwszą z nich na południe od Walentkowej Przełęczy jest Mała Walentkowa Czuba.
Przejście przez Walentkową Przełęcz zostało opisane przez Viktora Lorenca w 1879 r. Najstarsze odnotowane przejście zimowe – Adam Karpiński, Kazimierz Szczepański 28 marca 1923 r. Mimo że przejście przez przełęcz było znane góralom od dawna, nie należało do popularnych przejść łączących leżące poniżej doliny. Używane było głównie przez koziarzy. Znacznie wygodniejsza dla turystów droga prowadziła przez położoną w pobliżu Gładką Przełęcz.